# واندیلو، استرالیا جنوبی
واندیلو (به انگلیسی: Wandilo) یک شهرک در استرالیا است که در Grant واقع شده‌است.